# Довгірди
Довгірди (також Довгерди; лит. Daugirdas) — литовський боярський рід гербу «Лебідь».
Відомі представники:
- Ян Довгірд — воєвода віленський (1434—1442), родоначальник роду; його сини:

- Михайло Довгірдович
- Андрушка Довгірдович

- Еразм Довгірд — син Богдана,
- Тадеуш Довгірд — археолог.
- Размус — третій чоловік княжни Анни Василівни Полубенської († до 1547)[1]